# Uniq (группа)
Uniq (кор. 유니크; стилизованно как UNIQ) — южнокорейско-китайский бой-бэнд, сформированный китайской компанией Yuehua Entertainment в 2014 году. Группа состояла из пяти участников: Чжоу Исюаня, Ким Сонджу, Ли Вэньхана, Чо Сынёна и Ван Ибо. Uniq официально дебютировали 20 октября 2014 года с синглом «Falling In Love» в Китае и Южной Корее.

## История

### Пре-дебют
Uniq изначально планировался как бой-бэнд YG Entertainment, где пять участников провели в YG от двух до пяти лет в качестве стажеров. Uniq должен был стать совместным проектом YG и китайской компании Yuehua Entertainment. В конечном счете, группа дебютировала под руководством только Yuehua.

### 2014: дебют с «Falling In Love»
16 октября 2014 года Uniq впервые выступили в Южной Корее на канале M Countdown. Их дебютный сингл «Falling In Love» был выпущен 20 октября как в Китае, так и в Южной Корее. 5 ноября была выпущена английская версия песни. Uniq провели свой первый китайский фанмитинг в Пекине 25 ноября. 27 ноября начался промоушен на Тайване и 1 декабря была проведена пресс-конференцию. Трехсерийное реалити-шоу Uniq The Best Debut начало выходить в эфир 2 декабря на китайской видео-платформе iQiyi.
В начале своего дебюта Uniq были выбраны для участия в OST для фильмов «Черепашки-ниндзя» и «Пингвины Мадагаскара». 23 октября была выпущена песня «Born to Fight» для китайского релиза Черепашек-ниндзя. 10 ноября вышел сингл «Celebrate» для китайского релиза Пингвинов Мадагаскара.

### 2015:EOEOи японский дебют
Uniq провела свой первый фанмитинг в Бангкоке 7 марта.
В апреле Yuehua Entertainment объявила о возвращении UNIQ с их первым мини-альбомом под названием «EOEO». 22 апреля группа впервые выступила на шоу MBC Champion, исполнив свой заглавный трек «EOEO» и «Listen To Me». 23 апреля состоялся камбэк в Китае, они исполнили песню «Listen To Me» на церемонии Ku Music Asian Music Awards. В тот же день Uniq получили премию «Лучший новый исполнитель». 24 апреля был выпущен мини-альбом и музыкальное видео для «EOEO». Клип достиг 3-го места в недельном чарте YINYUETAI Weekly MV.
22 мая был выпущен видеоклип для трека «Luv Again». UNIQ получила свою первую награду на музыкальном щоу в CCTV 23 мая. Uniq побила рекорд по количеству побед в Global Chinese Music Chart ранее принадлежавший EXO-M в 2014 году.
Uniq провела шоукейсы в Японии 19 и 20 июля в Осаке и Токио соответственно, ознаменовав свой дебют в Японии.
В честь годовщины дебюта 16 октября был выпущен второй цифровой альбом «Best Friend». Uniq объявили о своем 1-м юбилейном туре, который состоялся в Пекине, Шанхае и Японии. Uniq вернулись в Японию в ноябре, проведя фанмитинги в Нагое, Осаке, Фукуоке и Токио. В это время они также выпускают специальный японский сингловый альбом «Best Friend», который включает в себя японскую, корейскую и инструментальную версии «Best Friend». UNIQ завершила турне в Пекине 28 ноября.
7 декабря Uniq выпустила альбом «Erase Your Little Sadness». 28 декабря UNIQ выпустила сингл «Happy New Year». Песня дебютировала на 4-й позиции в China V Chart.

### 2016: продвижение в Китае и Японии
24 марта группа выпустила песню «My Dream» для саундтрека к фильму «MBA Partners», дебютировав на 3-й позиции в China V Chart. Исюань, Вэньхань и Сонджу отправились на двухнедельное турне в 14 городах для продвижения фильма.
25 июня Uniq провела свой первый фанмитинг в Сан-Паулу, Бразилия.
В декабре 2016 года Uniq выпустила японский сингловый альбом «Falling in Love».

### 2017
19 января 2017 года группа выпустила сингл «Happy New Year 2017». Песня была написана Чжоу Исюанем. Ван Ибо не смог принять участие в музыкальном клипе и записи песни из-за своего графика расписания. В видеоклипе Исюань, Сонджу, Вэньхань и Сынён слепили снеговика, который представляет собой Ибо.
19 апреля 2018 года были выпущены две песни «Never Left» и «Next Mistake».
Группа неактивна с 2018 года, хотя официально она не распалась. Участники занимаются независимыми проектами. Ван Ибо начал актерскую деятельность, Ли Вэньхан дебютировал в группе UNINE, а Чо Сынён ведёт сольную деятельность.

## Участники
| Сценический псевдоним | Сценический псевдоним | Настоящее имя | Настоящее имя | Дата рождения | Позиция в группе                               |
| Основной              | Другой                | На русском    | Хангыль/ханча | Дата рождения | Позиция в группе                               |
| --------------------- | --------------------- | ------------- | ------------- | ------------- | ---------------------------------------------- |
| Исюань                | Yixuan                | Чжоу Исюань   | 周艺轩        | 11.12.1990    | Китайский лидер, ведущий рэпер, вокалист       |
| Сонджу                | Sungjoo               | Ким Сон Джу   | 김성주        | 16.02.1994    | Корейский лидер, главный вокалист              |
| Вэньхан               | Wenhan                | Ли Вэньхан    | 李汶翰        | 22.07.1994    | Вокалист, танцор                               |
| Сынён                 | Seungyoun             | Чо Сын Ён     | 조승연        | 05.08.1996    | Главный рэпер, вокалист                        |
| Ибо                   | Sohee                 | Ван Ибо       | 王一博        | 05.08.1997    | Главный танцор, рэпер, вокалист, вижуал, макнэ |

## Дискография

### Мини-альбомы
| Название | Детали альбома                                                                                | Высшая позиция | Продажи       |
| Название | Детали альбома                                                                                | KOR            | Продажи       |
| -------- | --------------------------------------------------------------------------------------------- | -------------- | ------------- |
| EOEO     | - Релиз: 28 апреля 2015 года - Лейбл: Yuehua Entertainment - Формат: CD, цифровая дистрибуция | 7              | - KOR: 7,811+ |

### Синглы
| Название                          | Год  | Высшая позиция | Высшая позиция | Высшая позиция | Высшая позиция | Альбом            |
| Название                          | Год  | CHN Baidu      | CHN Billboard  | KOR Gaon       | US World       | Альбом            |
| --------------------------------- | ---- | -------------- | -------------- | -------------- | -------------- | ----------------- |
| «Falling In Love»                 | 2014 | —              | —              | 294            | —              | EOEO              |
| «EOEO»                            | 2015 | —              | —              | —              | 16             | EOEO              |
| «Luv Again»                       | 2015 | —              | —              | —              | —              | EOEO              |
| «Best Friend»                     | 2015 | —              | 24             | —              | —              | Сингл вне альбома |
| «Happy New Year»                  | 2015 | 8              | 4              | —              | —              | Сингл вне альбома |
| «Falling In Love» (Japanese Ver.) | 2016 | —              | —              | —              | —              | Сингл вне альбома |
| «Happy New Year 2017»             | 2017 | —              | —              | —              | —              | Сингл вне альбома |
| «Never Left»                      | 2018 | —              | —              | —              | —              | Сингл вне альбома |
| «Next Mistake»                    | 2018 | —              | —              | —              | —              | Сингл вне альбома |
| «Monster»                         | 2018 | —              | —              | —              | —              | Сингл вне альбома |
| "—" Данный релиз не попал в чарт  |      |                |                |                |                |                   |

## Награды и номинации
| Год  | Премия                            | Категория                                 | Номинируемая работа | Результат |
| ---- | --------------------------------- | ----------------------------------------- | ------------------- | --------- |
| 2014 | 2015 iQiyi Awards                 | Most Anticipated Award                    | Uniq                | Победа    |
| 2015 | Apollo Music Awards               | Best Movie Soundtrack                     | Born to Fight       | Победа    |
| 2015 | International K-Music Awards 2015 | Best Choreography                         | E.O.E.O             | Победа    |
| 2015 | Asia Billboard Awards             | Популярная группа                         | Uniq                | Победа    |
| 2015 | Tencent Beijing App Awards        | Most Promising Group of the Year (Asia)   | Uniq                | Победа    |
| 2015 | KU Music Asian Music Awards       | Лучший новый артист                       | Uniq                | Победа    |
| 2015 | MTV Europe Music Awards           | Best Artist in Mainland China & Hong Kong | Uniq                | Номинация |
| 2015 | 2016 iQiyi Awards                 | Award                                     | Uniq                | Победа    |